# Adolfo Hernández Hurtado
Adolfo Hernández Hurtado (* 18. Dezember 1920 in Arandas; † 15. Oktober 2004) war ein mexikanischer römisch-katholischer Geistlicher und Weihbischof in Guadalajara.

## Leben
Durch den Erzbischof von Guadalajara, José Garibi y Rivera, empfing er am 26. Dezember 1943 die Priesterweihe.
Papst Pius XII. ernannte ihn am 13. Januar 1958 zum Bischof von Tapachula. Die Bischofsweihe spendete ihm der Erzbischof von Guadalajara, José Garibi y Rivera, am 11. Mai desselben Jahres; Mitkonsekratoren waren Fortino Gómez León, Erzbischof von Antequera, Oaxaca, und Lucio Torreblanca y Tapia, Bischof von Chiapas (Ciudad Real de Chiapas).
Er nahm an allen Sitzungsperiode des Zweiten Vatikanischen Konzils teil bis auf die dritte. Der Papst ernannte ihn am 6. September 1970 zum Bischof von Zamora. Paul VI. ernannte ihn am 12. Dezember 1974 zum Weihbischof in Guadalajara und Titularbischof von Vicus Pacati.
Am 20. März 1997 nahm Johannes Paul II. seinen altersbedingten Rücktritt an. 